# كأس أوروبا 1967–68
كأس أوروبا 1967–68 هو الموسم الثالث عشر من بطولة دوري أبطال أوروبا والتي كانت تُسمى في ذلك الوقت بكأس أوروبا، فاز فريق مانشستر يونايتد بهذه البطولة بعد أن تغلب على فريق بنفيكا بنتيجة 4-1. أقيمت المبارة النهائية بين الفريقين على ملعب ويمبلي في العاصمة الإنجليزية لندن بتاريخ 28 مايو من عام 1968.
فاز نادي مانشستر يونايتد بهذا اللقب بعد عشرة سنوات من كارثة ميونخ الجوية التي راح ضحيّتها لاعبو الفريق في ذلك الوقت. ويُعتبر مانشستر يونايتد أول نادي إنجليزي يحصل على لقب دوري أبطال أوروبا.
طُبق قانون أهداف خارج الديار فقط في الدور الأول (دور الـ 32)، ولم يُطبق في الأدوار الأخرى؛ إذ كان الفريقان يحتكمان إلى مباراة فاصلة في حال تعادل نتيجة مجموع مباراتي الذهاب والإياب.

## دور الـ 32
| الفريق الأول        | إجم.        | الفريق الثاني      | مباراة الذهاب | مباراة الإياب |
| ------------------- | ----------- | ------------------ | ------------- | ------------- |
| أولمبياكوس نيقوسيا  | 3–5         | نادي ساراييفو      | 2–2           | 1–3           |
| مانشستر يونايتد     | 4–0         | نادي هيبرنيانز     | 4–0           | 0–0           |
| نادي سلتيك          | 2–3         | نادي دينامو كييف   | 1–2           | 1–1           |
| غورنيك زابجه        | 4–0         | نادي يورغوردينس    | 3–0           | 1–0           |
| نادي بازل           | 4–5         | فيدوفري            | 1–2           | 3–3           |
| أياكس أمستردام      | 2–3         | ريال مدريد         | 1–1           | 1–2           |
| نادي شايد           | 1–2         | سبارتا براغ        | 0–1           | 1–1           |
| كيمنتزر             | 2–5         | نادي رويال أندرلخت | 1–3           | 1–2           |
| نادي دوندالك        | 1–9         | نادي فاساس         | 0–1           | 1–8           |
| نادي فالور          | 4–4 (ق.خ.د) | جينيس إيسش         | 1–1           | 3–3           |
| غلينتوران           | 1–1 (ق.خ.د) | نادي بنفيكا        | 1–1           | 0–0           |
| نادي سانت إتيان     | 5–0         | كووبيون بالوسيورا  | 2–0           | 3–0           |
| نادي بشكتاش         | 0–4         | رابيد فيينا        | 0–1           | 0–3           |
| آينتراخت براونشفايغ | (ل/ت)       | دينامو تيرانا      | –             | –             |
| نادي أولمبياكوس     | 0–2         | يوفنتوس            | 0–0           | 0–2           |
| نادي بوتيف بلوفديف  | 2–3         | رابيد بوخارست      | 2–0           | 0–3           |

### مباريات الذهاب
| أولمبياكوس نيقوسيا                          | 2–2   | نادي ساراييفو         |
| ------------------------------------------- | ----- | --------------------- |
| جورجوس كيتينيس 1' · أنديلكو تيسان 43' (ه.ذ) | تقرير | بوسكو أنتيتش 50'، 58' |

| مانشستر يونايتد                          | 4–0   | نادي هيبرنيانز |
| ---------------------------------------- | ----- | -------------- |
| ديفيد سادلر 12'، 58' · دينيس لو 43'، 62' | تقرير |                |

| نادي سلتيك       | 1–2   | نادي دينامو كييف                       |
| ---------------- | ----- | -------------------------------------- |
| بوبي ليونوكس 62' | تقرير | أنتولي بوزاتش 4' · أناتولي بيشوفتس 29' |

| غورنيك زابجه                                    | 3–0   | نادي يورغوردينس |
| ----------------------------------------------- | ----- | --------------- |
| فلودزيميرز لوبانسكي 41'، 86' · رومان لينتنر 88' | تقرير |                 |

| نادي بازل        | 1–2   | فيدوفري                                |
| ---------------- | ----- | -------------------------------------- |
| هيلموت هاوسر 17' | تقرير | ألان هيبو لارسن 58' · ليف سورينسين 80' |

| أياكس أمستردام  | 1–1   | ريال مدريد |
| --------------- | ----- | ---------- |
| يوهان كرويف 17' | تقرير | بيري 35'   |

| نادي شايد | 0–1   | سبارتا براغ   |
| --------- | ----- | ------------- |
|           | تقرير | إيفان مراز 7' |

| كيمنتزر          | 1–3   | نادي رويال أندرلخت                    |
| ---------------- | ----- | ------------------------------------- |
| رولف ستينمان 41' | تقرير | يان مولدر 3'، 35' · باول فان همست 38' |

| نادي دوندالك | 0–1   | نادي فاساس        |
| ------------ | ----- | ----------------- |
|              | تقرير | إستفان كورسوس 67' |

| نادي فالور          | 1–1   | جينيس إيسش             |
| ------------------- | ----- | ---------------------- |
| هيرمان غونارسون 38' | تقرير | دومينيكي دي جينوفا 25' |

| غلينتوران            | 1–1   | نادي بنفيكا |
| -------------------- | ----- | ----------- |
| جون كولرين 10' (ض.ج) | تقرير | أوزيبيو 86' |

| نادي سانت إتيان                   | 2–0   | كووبيون بالوسيورا |
| --------------------------------- | ----- | ----------------- |
| روبرت هيربان 43' · إيمي جاكيه 47' | تقرير |                   |

| نادي بشكتاش | 0–1   | رابيد فيينا     |
| ----------- | ----- | --------------- |
|             | تقرير | رودي فلوغيل 22' |

| نادي أولمبياكوس | 0–0   | يوفنتوس |
| --------------- | ----- | ------- |
|                 | تقرير |         |

| نادي بوتيف بلوفديف                           | 2–0   | رابيد بوخارست |
| -------------------------------------------- | ----- | ------------- |
| دينكو ديرميندزيف 53' (ض.ج) · جورجي بابوف 70' | تقرير |               |

### مباريات الإياب
| نادي ساراييفو                              | 3–1   | أولمبياكوس نيقوسيا |
| ------------------------------------------ | ----- | ------------------ |
| بوسكو أنتيتش 33' · سريتين سيليكوت 83'، 84' | تقرير | جورجوس كيتينس 79'  |

ساراخيفو فاز 5–3 في المجموع.
| نادي هيبرنيانز | 0–0   | مانشستر يونايتد |
| -------------- | ----- | --------------- |
|                | تقرير |                 |

مانشستر يونايتد فاز 4–0 في المجموع.
| نادي دينامو كييف    | 1–1   | نادي سلتيك      |
| ------------------- | ----- | --------------- |
| أناتولي بيشوفتس 89' | تقرير | بوبي لينوكس 67' |

دينامو كييف فاز 3–2 في المجموع.
| نادي يورغوردينس | 0–1   | غورنيك زابجه |
| --------------- | ----- | ------------ |
|                 | تقرير | Musiałek 35' |

 غورنيك زابجهفاز 4–0 في المجموع.
| فيدوفري                                                | 3–3   | نادي بازل                                             |
| ------------------------------------------------------ | ----- | ----------------------------------------------------- |
| فريتس هانسن 18' · ليف سورينسن 39' · جون ستين أولسن 58' | تقرير | هيلموت هاوسر 2' · هيلموت بينثاوس 78' · بيتر فينغر 85' |

فيدوفري فاز 5–4 في المجموع.
| ريال مدريد                                  | 2 – 1 (و.إ) | أياكس أمستردام |
| ------------------------------------------- | ----------- | -------------- |
| فرانشيسكو خينتو 58' · جوزيه لويس فيلوسو 99' | تقرير       | هينك غروت 69'  |

ريال مدريد فاز 3–2 في المجموع.
| سبارتا براغ    | 1–1   | نادي شايد      |
| -------------- | ----- | -------------- |
| إيفان مراز 58' | تقرير | كاي سوبيرغ 38' |

سبارتا براغ فاز 2–1 في المجموع.
| نادي رويال أندرلخت                      | 2–1   | كيمنتزر            |
| --------------------------------------- | ----- | ------------------ |
| جيرارد بيرغولتز 33' · باول فان همست 38' | تقرير | إيبرهارد شوستر 11' |

أندرلخت فاز 5–2 في المجموع.
| نادي فاساس                                                                                    | 8–1   | نادي دوندالك  |
| --------------------------------------------------------------------------------------------- | ----- | ------------- |
| كسابا فيداتس 10'، 87' · يانوش فاركاش 32'، 35'، 72' · إستفان كروسوس 43'، 85' · ديسو مولنار 68' | تقرير | داني هالي 25' |

فاساس فاز 9–1 في المجموع.
| جينيس إيسش                                                    | 3–3   | نادي فالور                                 |
| ------------------------------------------------------------- | ----- | ------------------------------------------ |
| جيان بيري هناتو 56' · دومينيكي دي جينوفا 86' · بيري لانغر 89' | تقرير | رينر جونسون 10' · هيرمان غونارسون 36'، 60' |

تعادل الفريقان 4–4 في المجموع. فالور فاز عن طريق قانون أهداف خارج الديار.
| نادي بنفيكا | 0–0   | غلينتوران |
| ----------- | ----- | --------- |
|             | تقرير |           |

تعادل الفريقان 1–1 في المجموع. فاز بنفيكا عن طريق قانون أهداف خارج الديار.
| كووبيون بالوسيورا | 0–3   | نادي سانت إتيان                                               |
| ----------------- | ----- | ------------------------------------------------------------- |
|                   | تقرير | روبرت هيربان 5' · بيرنارد بوسكير 25' · هيرفي ريفيلي 84' (ض.ج) |

سانت إتيان فاز 5–0 في المجموع.
| رابيد فيينا                                           | 3–0   | نادي بشكتاش |
| ----------------------------------------------------- | ----- | ----------- |
| والتر سيتل 9' · ليوبولد غراوسام 43' · رودي فلوغيل 75' | تقرير |             |

رابيد فيينا فاز 4–0 في المجموع.
| يوفنتوس                                        | 2–0   | نادي أولمبياكوس |
| ---------------------------------------------- | ----- | --------------- |
| جيانفرانكو زيغوني 12' · جيامباولو مينيكيلي 49' | تقرير |                 |

يوفنتوس فاز 2–0 في المجموع.
| رابيد بوخارست                              | 3 – 0 (و.إ) | نادي بوتيف بلوفديف |
| ------------------------------------------ | ----------- | ------------------ |
| تيوفيل كودرينو 25'، 70' · اون اونيسكو 108' | تقرير       |                    |

رابيد بوخارست فاز 3–2 في المجموع.

## دور الـ 16
| الفريق الأول     | إجم. | الفريق الثاني       | مباراة الذهاب | مباراة الإياب |
| ---------------- | ---- | ------------------- | ------------- | ------------- |
| نادي ساراييفو    | 1–2  | مانشستر يونايتد     | 0–0           | 1–2           |
| نادي دينامو كييف | 2–3  | غورنيك زابجه        | 1–2           | 1–1           |
| فيدوفري          | 3–6  | ريال مدريد          | 2–2           | 1–4           |
| سبارتا براغ      | 6–5  | نادي رويال أندرلخت  | 3–2           | 3–3           |
| نادي فاساس       | 11–1 | نادي فالور          | 6–0           | 5–1           |
| نادي بنفيكا      | 2–1  | نادي سانت إتيان     | 2–0           | 0–1           |
| رابيد فيينا      | 1–2  | آينتراخت براونشفايغ | 1–0           | 0–2           |
| يوفنتوس          | 1–0  | رابيد بوخارست       | 1–0           | 0–0           |

### مباريات الذهاب
| نادي ساراييفو | 0–0   | مانشستر يونايتد |
| ------------- | ----- | --------------- |
|               | تقرير |                 |

| نادي دينامو كييف       | 1–2   | غورنيك زابجه                                  |
| ---------------------- | ----- | --------------------------------------------- |
| ألفريد أوليك 12' (ه.ذ) | تقرير | زيغفريد سولتسيك 15' · فلودزيميرز لوبانسكي 61' |

| فيدوفري                            | 2–2   | ريال مدريد                     |
| ---------------------------------- | ----- | ------------------------------ |
| فريتس هانسن 25' · كلاوس بيترسن 71' | تقرير | فرانشيسكو خينتو 35' · بيري 47' |

| سبارتا براغ                      | 3–2   | نادي رويال أندرلخت                    |
| -------------------------------- | ----- | ------------------------------------- |
| فاكلاف ماسيك 25'، 32' (ض.ج)، 62' | تقرير | أرماند جوريون 35' · باول فان همست 55' |

| نادي فاساس                                                                               | 6–0   | نادي فالور |
| ---------------------------------------------------------------------------------------- | ----- | ---------- |
| سيغورور بيرغسون 5' (ه.ذ) · تيبور بال 14' · جانوس راديكس 37'، 44'، 50' · لاجوس بوشكاش 47' | تقرير |            |

| نادي بنفيكا                                     | 2–0   | نادي سانت إتيان |
| ----------------------------------------------- | ----- | --------------- |
| جوزيه أوغوستو دي ألميدا 28' · أوزيبيو 59' (ض.ج) | تقرير |                 |

| رابيد فيينا     | 1–0   | آينتراخت براونشفايغ |
| --------------- | ----- | ------------------- |
| فرانز هاسيل 54' | تقرير |                     |

| يوفنتوس           | 1–0   | رابيد بوخارست |
| ----------------- | ----- | ------------- |
| روجر ماغنوسون 57' | تقرير |               |

### مباريات الإياب
| مانشستر يونايتد              | 2–1   | نادي ساراييفو     |
| ---------------------------- | ----- | ----------------- |
| جون أستون 10' · جورج بست 63' | تقرير | صالح ديلاليتش 87' |

مانشستر يونايتد فاز 2–1 في المجموع.
| غورنيك زابجه         | 1–1   | نادي دينامو كييف      |
| -------------------- | ----- | --------------------- |
| زيغفريد سولتيسيك 43' | تقرير | فاسيلي توريانتشيك 37' |

غورنيك زابجه فاز 3–2 في المجموع.
| ريال مدريد                                                       | 4–1   | فيدوفري          |
| ---------------------------------------------------------------- | ----- | ---------------- |
| مانويل فيلاسكيز 16' · رومان غروسو 19'، 30' · فرانشيسكو خينتو 75' | تقرير | كلاوس بيترسن 28' |

ريال مدريدفاز 6–3 في المجموع.
| نادي رويال أندرلخت                          | 3–3   | سبارتا براغ                            |
| ------------------------------------------- | ----- | -------------------------------------- |
| باول فان همست 60'، 65' · جوهان ديفريندت 83' | تقرير | فاكلاف ماسيك 30'، 85' · إيفان مراز 89' |

سبارتا براغ فاز 6–5 في المجموع.
| نادي فالور          | 1–5   | نادي فاساس                                                                              |
| ------------------- | ----- | --------------------------------------------------------------------------------------- |
| هيرمان غونارسون 85' | تقرير | ديسو مولنار 11' · تيبور بال 13' · إيمري ماثيس 30' · أوتو فارادي 53' · فيرينك كوفاكس 72' |

فاساس فاز 11–1 في المجموع.
| نادي سانت إتيان   | 1–0   | نادي بنفيكا |
| ----------------- | ----- | ----------- |
| جورجيس بيريتا 10' | تقرير |             |

بنفيكا فاز 2–1 في المجموع.
| آينتراخت براونشفايغ                      | 2–0   | رابيد فيينا |
| ---------------------------------------- | ----- | ----------- |
| فولفيانغ غرزيب 38' · جيرد سابوروفسكي 43' | تقرير |             |

آينتراخت براونشفايغفاز 2–1 في المجموع.
| رابيد بوخارست | 0–0   | يوفنتوس |
| ------------- | ----- | ------- |
|               | تقرير |         |

يوفنتوس فاز 1–0 في المجموع.

## ربع النهائي
| الفريق الأول        | إجم. | الفريق الثاني | مباراة الذهاب | مباراة الإياب |
| ------------------- | ---- | ------------- | ------------- | ------------- |
| مانشستر يونايتد     | 2–1  | غورنيك زابجه  | 2–0           | 0–1           |
| ريال مدريد          | 4–2  | سبارتا براغ   | 3–0           | 1–2           |
| نادي فاساس          | 0–3  | نادي بنفيكا   | 0–0           | 0–3           |
| آينتراخت براونشفايغ | 3–13 | يوفنتوس       | 3–2           | 0–1           |

1 يوفنتوس فاز 1-0 في مباراة فاصلة.

### مباريات الذهاب
| مانشستر يونايتد                           | 2–0   | غورنيك زابجه |
| ----------------------------------------- | ----- | ------------ |
| ستيفان فلورينسكي 60' (ه.ذ) · برين كيد 90' | تقرير |              |

| ريال مدريد                  | 3–0   | سبارتا براغ |
| --------------------------- | ----- | ----------- |
| أمانسيو أمارو 62'، 63'، 68' | تقرير |             |

| نادي فاساس | 0–0   | نادي بنفيكا |
| ---------- | ----- | ----------- |
|            | تقرير |             |

| آينتراخت براونشفايغ                               | 3–2   | يوفنتوس                               |
| ------------------------------------------------- | ----- | ------------------------------------- |
| بيتر كاك 28' · هاز-جورج دولز 37' · هورست بيرغ 38' | تقرير | بيتر كاك 10' (ه.ذ) · جيوفاني ساكو 81' |

### مباريات الإياب
| غورنيك زابجه            | 1–0   | مانشستر يونايتد |
| ----------------------- | ----- | --------------- |
| فلودزيميرز لوبانسكي 70' | تقرير |                 |

مانشستر يونايتد فاز 2–1 في المجموع.
| سبارتا براغ                        | 2–1   | ريال مدريد          |
| ---------------------------------- | ----- | ------------------- |
| أندري كفاشناك 36' · بافيل ديبا 45' | تقرير | فرانشيسكو خينتو 57' |

ريال مدريد فاز 4–2 في المجموع.
| نادي بنفيكا                               | 3–0   | نادي فاساس |
| ----------------------------------------- | ----- | ---------- |
| أوزيبيو 48'، 70' · جوزيه أغوستو توريس 77' | تقرير |            |

فاز بنفيكا 3–0 في المجموع.
| يوفنتوس                    | 1–0   | آينتراخت براونشفايغ |
| -------------------------- | ----- | ------------------- |
| جانكارلو برشلينو 88' (ض.ج) | تقرير |                     |

تعادل الفريقان 3-3 في المجموع، وتوجها لمباراة فاصلة.
| يوفنتوس           | 1–0   | آينتراخت براونشفايغ |
| ----------------- | ----- | ------------------- |
| روجر ماغنوسون 56' | تقرير |                     |

يوفنتوس فاز 1–0 في مباراة فاصلة.

## نصف النهائي
| الفريق الأول    | إجم. | الفريق الثاني | مباراة الذهاب | مباراة الإياب |
| --------------- | ---- | ------------- | ------------- | ------------- |
| مانشستر يونايتد | 4–3  | ريال مدريد    | 1–0           | 3–3           |
| نادي بنفيكا     | 3–0  | يوفنتوس       | 2–0           | 1–0           |

### مباريات الذهاب
| مانشستر يونايتد | 1–0   | ريال مدريد |
| --------------- | ----- | ---------- |
| جورج بست 36'    | تقرير |            |

| نادي بنفيكا                          | 2–0   | يوفنتوس |
| ------------------------------------ | ----- | ------- |
| جوزيه أغوستو توريس 64' · أوزيبيو 70' | تقرير |         |

### مباريات الإياب
| ريال مدريد                                         | 3–3   | مانشستر يونايتد                                           |
| -------------------------------------------------- | ----- | --------------------------------------------------------- |
| بيري 32' · فرانشيسكو خينتو 41' · أمانسيو أمارو 45' | تقرير | إغناسيو زوكو 44' (ه.ذ) · ديفيد سادلر 73' · بيل فولكيس 78' |

مانشستر يونايتد فاز 4–3 في المجموع.
| يوفنتوس | 0–1   | نادي بنفيكا |
| ------- | ----- | ----------- |
|         | تقرير | أوزيبيو 66' |

بنفيكا فاز 3–0 في المجموع.

## النهائي
| مانشستر يونايتد                                      | 4 – 1 (و.إ)  | نادي بنفيكا     |
| ---------------------------------------------------- | ------------ | --------------- |
| بوبي تشارلتون 53'، 99' · جورج بست 92' · برين كيد 94' | تقرير تفاصيل | جيمي غراتسا 79' |

## قائمة الهدافين
| المركز | الاسم               | الفريق             | الأهداف |
| ------ | ------------------- | ------------------ | ------- |
| 1      | أوزيبيو             | نادي بنفيكا        | 6       |
| 2      | فرانشيسكو خينتو     | ريال مدريد         | 5       |
| 2      | باول فان همست       | نادي رويال أندرلخت | 5       |
| 2      | فاكلاف ماسيك        | سبارتا براغ        | 5       |
| 5      | أمانسيو أمارو       | ريال مدريد         | 4       |
| 5      | هيرمان غونارسون     | نادي فالور         | 4       |
| 5      | فلودزيميرز لوبانسكي | غورنيك زابجه       | 4       |
| 8      | بوسكو أنتيتش        | نادي ساراييفو      | 3       |
| 8      | جورج بست            | مانشستر يونايتد    | 3       |
| 8      | يانوش فاركاش        | نادي فاساس         | 3       |
| 8      | إستفان كورسوس       | نادي فاساس         | 3       |
| 8      | إيفان مراز          | سبارتا براغ        | 3       |
| 8      | بيري                | ريال مدريد         | 3       |
| 8      | جانوس راديكس        | نادي فاساس         | 3       |
| 8      | ديفيد سادلر         | مانشستر يونايتد    | 3       |